# 艾雷斯泰·法瑟吉尔

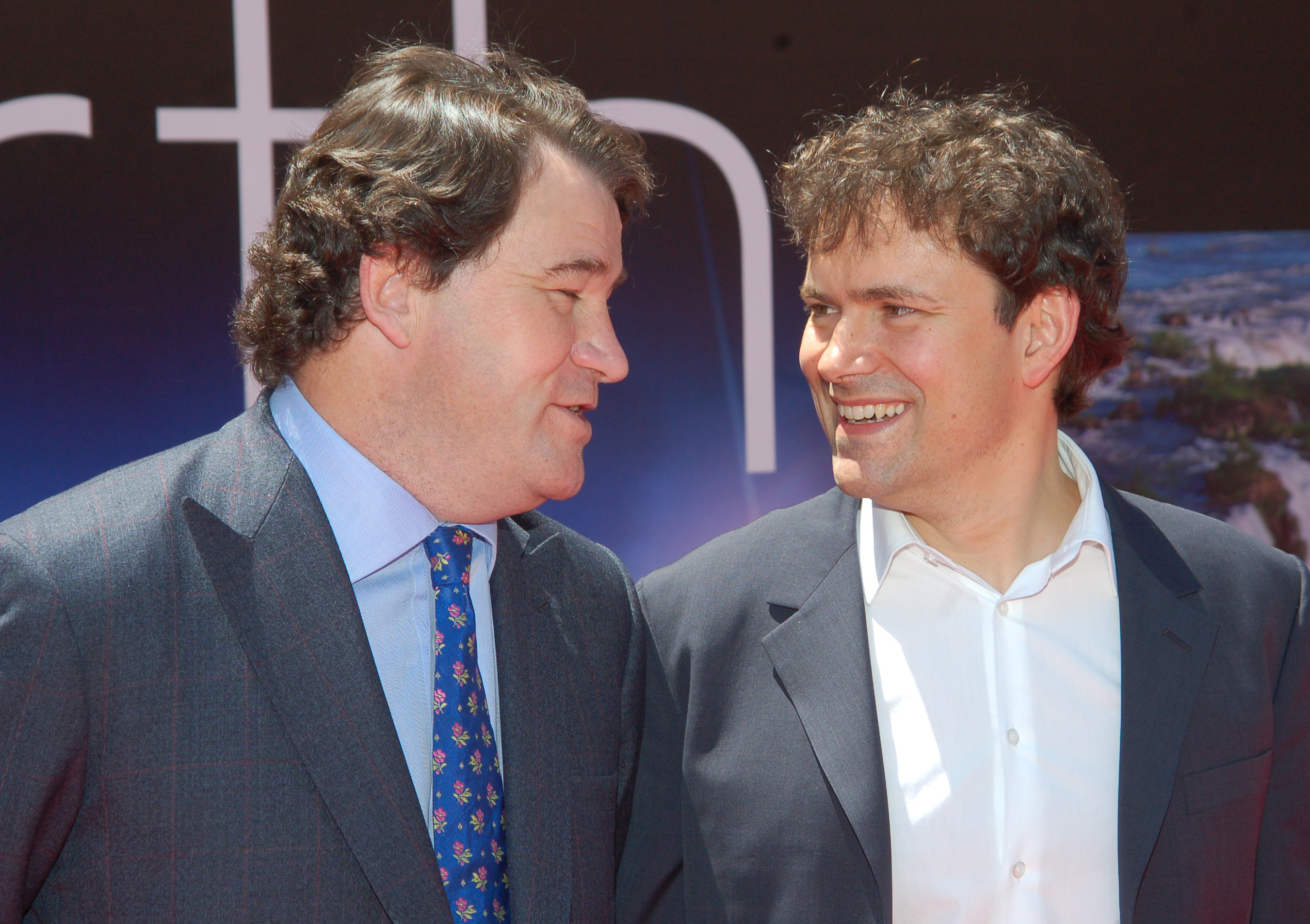
法瑟吉尔（左）和马克·林菲尔德 在2009年4月的《地球》首映式上

艾雷斯泰·法瑟吉尔（英語：Alastair Fothergill，1960年4月10日—），是英国一位自然纪录类节目和电影的制片人。他是《蓝色星球》和《地球脈動》两部自然纪录片系列的执行制作人。这两部纪录片均获得多个奖项。